# Antoine Compagnon
Antoine Compagnon (Bruxelles, 20 luglio 1950) è un critico letterario, docente e scrittore francese.

## Biografia
Figlio del generale di corpo d'armata Jean Compagnon (1916-2010), ha studiato all'École polytechnique ed è ingegnere, ma si occupa di letteratura francese e comparata, materia che insegna alla Sorbonne di Parigi e alla Columbia University di New York. Dal 2006 fa parte dell'Haut Conseil de l'éducation ed è stato chiamato al Collège de France, dove ha preso il poato che era stato di Georges Blin. È giurato del Prix de la BnF dal 2009, nonché candidato alla successione di Pierre-Jean Rémy al 40º posto dell'Académie française (elezione il 12 giugno 2013).
È stato anche visiting professor alla Università della Pennsylvania e al All Souls College di Oxford ed è cavaliere della Legion d'onore. Dal 2007 è professore onorario all'École des hautes études commerciales de Paris e presidente del comitato scientifico dell'École normale supérieure.
Fa parte della redazione delle riviste "Critique", "The Romanic Review", "Bulletin de la Société des amis de Montaigne", "The French Review", "Études françaises", "Genesis", "Cambridge Studies in French", "Technè", "L'Année Baudelaire", "Labyrinthe", "Revue d'histoire littéraire de la France" e "Les Cahiers du judaïsme".

## Opere
- Prétexte: Roland Barthes (a cura di), 1978 (colloqui su Roland Barthes)
- La Seconde main ou le travail de la citation, 1979
- Le Deuil antérieur, 1979 (romanzo)
- Nous, Michel de Montaigne, 1980
- La Troisième République des Lettres. De Flaubert à Proust, 1983
- Ferragosto, 1985 (racconto)
- John Ruskin, Sesame et les Lys (a cura di), 1987
- Marcel Proust, Sur Baudelaire, Flaubert et Morand (a cura di), 1987
- Marcel Proust, Du côté de chez Swann (a cura di, Folio), 1988
- Proust entre deux siècles, 1989, 2013²; trad. Francesca Malvani e Pierfranco Minsenti, Proust tra due secoli, Torino: Einaudi, 1992 ISBN 8806126121
- Marcel Proust, Sodome et Gomorrhe (a cura di, Pléiade), 1988; (Folio), 1989, 2011
- Les Cinq Paradoxes de la modernité, 1990, trad. Giovanna Ferrara, I cinque paradossi della modernità, Bologna: Il Mulino, 1993 ISBN 8815038396
- Chat en poche : Montaigne et l'allégorie, 1993
- L'esprit de l'Europe, 3 voll., 1993 (a cura di, con Jacques Seebacher)
- Charles Baudelaire, Les Fleurs du mal (a cura di), 1993
- Connaissez-vous Brunetière ? Enquête sur un antidreyfusard et ses amis, 1997
- Le Démon de la théorie. Littérature et sens commun, 1998, trad. Monica Guerra, Il demone della teoria. Letteratura e senso comune, Torino: Einaudi, 2000 ISBN 8806155334
- Marcel Proust, Carnets (a cura di, con Florence Callu), 2002
- Baudelaire devant l'innombrable, 2003
- Les Antimodernes, de Joseph de Maistre à Roland Barthes, 2005
- Albert Thibaudet, Réflexions sur la littérature (a cura di, con Christophe Pradeau, Quarto), 2007
- La Littérature, pour quoi faire ?, 2007 (lezione inaugurale al Collège de France)
- Le cas Bernard Faÿ : Du Collège de France à l'indignité nationale, 2009
- Proust : la mémoire et la littérature, 2009 (seminario al Collège de France)
- Paul Bourget, Le Disciple (a cura di), 2010
- Cahiers de littérature française, voll. IX-X: Morales de Proust (a cura di, con Mariolina Bongiovanni Bertini), Bergamo: Sestante, 2010
- La République des lettres dans la tourmente (1919-1939) (a cura di), 2011
- La classe de rhéto, 2012 (romanzo)
- Un été avec Montaigne, 2013, trad. Giuseppe Girimonti Greco e Lorenza Di Lella, Un'estate con Montaigne, Milano: Adelphi 2014 ISBN 9788845928864